# NGC 3433
NGC 3433 ist eine Spiralgalaxie vom Hubble-Typ Sb im Sternbild Löwe an der Ekliptik. Sie ist schätzungsweise 117 Millionen Lichtjahre von der Milchstraße entfernt und hat einen Durchmesser von etwa 125.000 Lichtjahren.

Im selben Himmelsareal befinden sich u. a. die Galaxien NGC 3428, NGC 3429, NGC 3438, NGC 3444.
Das Objekt wurde am 11. März 1784 von dem Astronomen William Herschel mit einem 48-cm-Teleskop entdeckt.

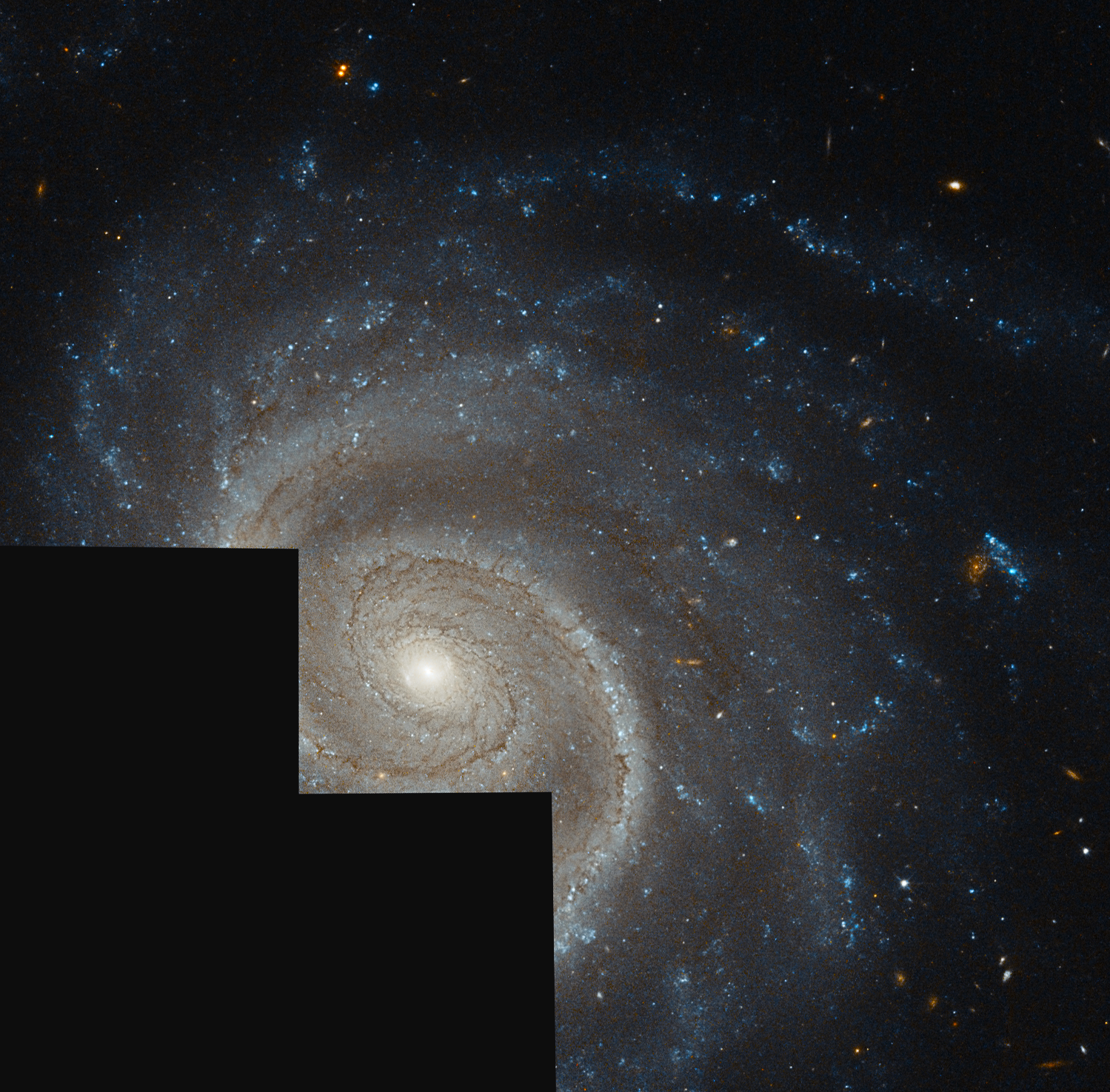
Aufnahme des Hubble-Weltraumteleskops